# Коллівуд

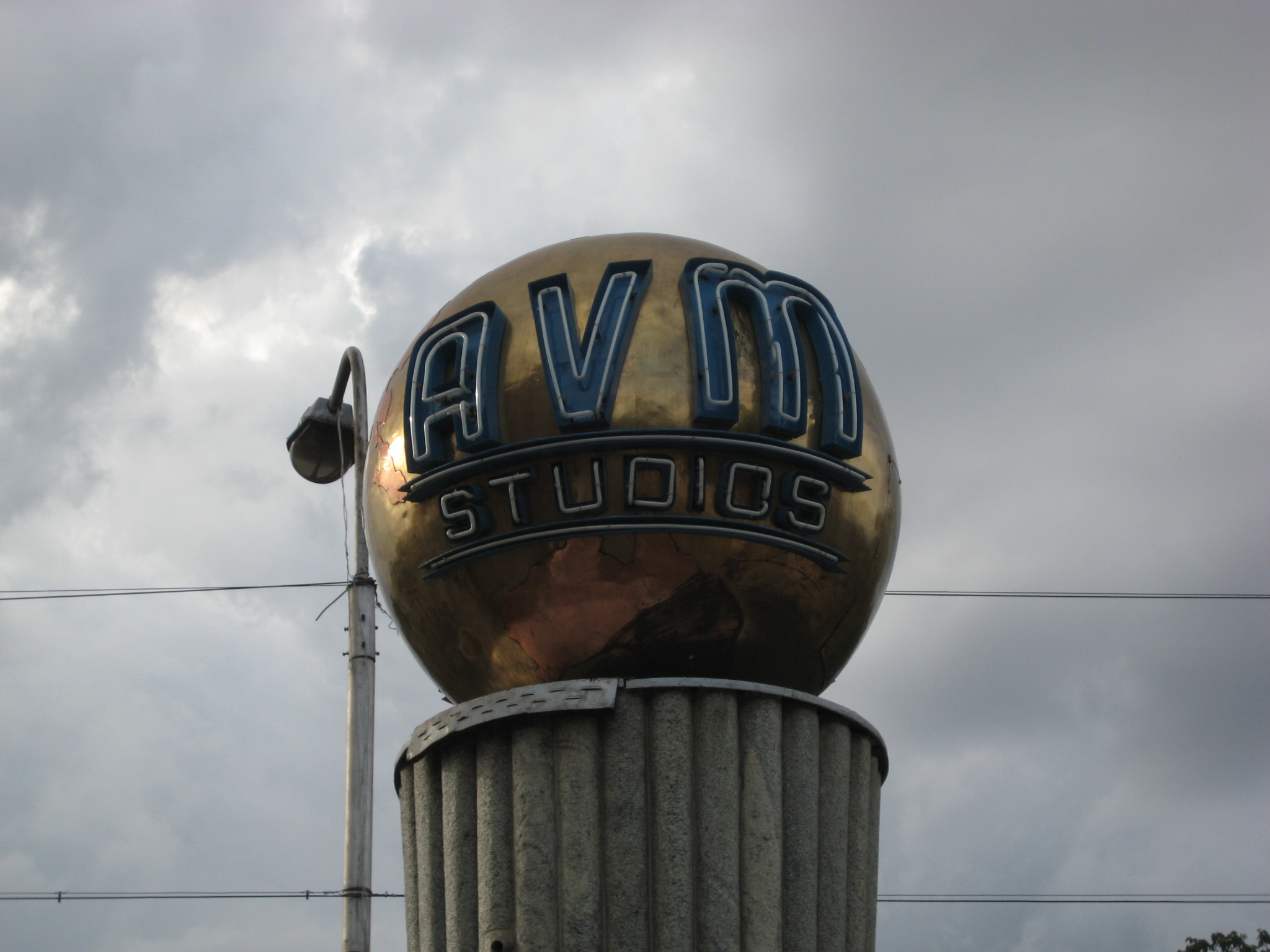
AVM Productions у Ченнаї, одна зі найстаріших кіностудій Індії

Коллівуд або Тамільський кінематограф — збірна назва кіноіндустрії в Індії тамільською мовою.
Хоч тамільське кіно знімають і на Шрі-Ланці, центром тамільського кінематографа є місто Ченнаї (колишній Мадрас) на східному узбережжі Індії, штату Таміл-Наду. Більшість пов'язаних з виробництвом фільмів підприємств розташовано в районі Кодамбаккам ( Kodambakkam), від якого, за асоціацією з Голлівудом, походить назва цієї місцевості — Коллівуд, яке використовується як синонім сполучень «тамільський кінематограф» і «тамільське кіно».
За даними індійського Центрального управління сертифікації кінофільмів (Central Board of Film Certification), тільки в 2003 році було випущено 155 фільмів тамільською мовою. Таким чином, Коллівуд посів третє місце в Індії після виробництва фільмів на хінді («Боллівуд», 222 фільму) і на телугу (155 картин).
Німі фільми знімалися в Коллівуді з 1916 року, а перше звукове кіно з'явилося в 1931.

## Актори
Серед актрис слід відзначити
- Амалу Пол (Amala Paul)
- Таманну Бхатію (Tamannaah Bhatia)
- Кушбу (Kushboo)
- Наянтара

Серед акторів
- Сіддхарт Нараян (Siddharth Narayan).
- Рама Чарана Теджа (Ram Charan Teja).
- Марудур Рамачандран відомий як М. Г. Р.
- Раджінікант
- Равічандран
- С. Дж. Сурья